# Печа-куча
Печа-куча (яп. ペ チ ャ ク チ ャ, балаканина) — це методологія презентації коротких доповідей, спеціально обмежених за формою і тривалістю, на неформальних конференціях PechaKucha Nights.
Промовець представляє доповідь — презентацію із 20 слайдів, кожен слайд демонструється 20 секунд, після чого автоматично змінюється на наступний. Таким чином тривалість доповіді обмежена 6 хвилинами 40 секундами або 6 хвилинами. Доповіді слідують одна за іншою. Кількість доповідей зазвичай варіюється від 8 до 12.
Надихнувшись бажанням «менше говорити, більше показувати», Астрід Кляйн і Марк Дітам з токійської Klein-Dytham Architecture (KDa) створили PechaKucha в лютому 2003 року. Це був спосіб залучити людей до SuperDeluxe, їхнього експериментального простіру для подій у кварталі Роппонґі, а також надати можливість молодим дизайнерам зустрітися, показати свої роботи та обмінятися ідеями — за 6 хвилин і 40 секунд. У 2004 році в містах Європи почали проводити PK Nights and days («Ночі та дні Печа-куча»), а з роками сотні інших.
Станом на квітень 2019 року PechaKucha Nights пройшли в понад 1142 містах світу, їх відвідало понад три мільйони людей.
У січні 2018 року Астрід Кляйн, Марк Дітам і Шон Сміт із PechaKucha заснували PK, Inc. для створення програмного забезпечення для розширення платформи PK. PechaKucha є зареєстрованою торговою маркою PechaKucha, Inc.

## Формат
Типова конференція PechaKucha Night включає від 8 до 14 презентацій. У деяких містах організатори вибрали власний формат. Наприклад, у Гронінгені в Нідерландах — два слоти по 6 хвилин і 40 секунд надаються для презентацій наживо, а останні 20 секунд кожної презентації містять негайну критику презентації помічниками ведучого.
Аудиторія часто представляє дизайн, архітектуру, фотографію, інше мистецтво та творчість, а також наукові виступи. Доповідачі діляться творчими роботами або розповідають про захоплення, як-от подорожі, дослідницькі та студентські проєкти, хобі, колекції чи інші інтереси. На деяких заходах також був представлений відеоарт.